# 渡辺奏吾
渡辺 奏吾（わたなべ そうご、1990年7月21日 - ）は、日本の元男子バレーボール選手。

## 来歴
愛知県岡崎市出身。兄の影響を受けてバレーボールを始める。
星城高等学校、中央大学を経て、2013年2月にV・プレミアリーグ（当時の1部リーグ）のパナソニックパンサーズの内定選手となり、試合にも出場した。
2013-2015年は、日本代表登録メンバーに選出された。
福澤達哉がブラジルのマリンガに移籍した2015/16シーズンに出場機会を多く得た。2016/17シーズン以降は、福澤とミハウ・クビアクの存在に2017年入部の久原翼の台頭も重なり出場機会が限られている。
2022年2月5日、V1リーグのジェイテクトSTINGS戦（大阪府枚方市・パナソニックアリーナ）でVリーグ通算230試合出場となり、Vリーグ特別表彰制度の「Vリーグ栄誉賞」の表彰基準に到達し、シーズン終了後に受賞した。
2023年、2022-23シーズン終了をもって現役を引退した。

## 球歴
- 日本代表（2013-2015年）

## 所属チーム
- 星城高等学校
- 中央大学
- パナソニックパンサーズ（2013-2023年）

## 受賞歴
- 2022年 - 2021-22 V.LEAGUE DIVISION1 MEN Vリーグ栄誉賞